# دارک سولز
دارک سولز (یا به فارسی: ارواح تاریک) (به انگلیسی: Dark Souls) مجموعه‌ای خیال‌پردازی تاریک از سری بازی‌های نقش‌آفرینی اکشن است که توسط هیدتاکا میازاکی از فرام سافتور خلق شده و توسط بندای نامکو انترتینمنت منتشر شده است. این مجموعه با انتشار دارک سولز (۲۰۱۱) شروع شد و دو دنباله به نام دارک سولز ۲ (۲۰۱۴) و دارک سولز ۳ (۲۰۱۶) را به خود دید. دارک سولز مورد تحسین منتقدان قرار گرفته به طوری که اغلب به عنوان یکی از بهترین بازی‌ها در تاریخ بازی‌های ویدئویی ذکر می‌شود. این مجموعه بخاطر سطح بالای دشواری انجام آن، مورد تحسین و در عین حال انتقاد قرار گرفته است.
تا مارس سال ۲۰۲۳، این مجموعه بیش از ۳۵ میلیون نسخه روانه بازار کرده است.